# Josep Vila i Clariana
Josep Vila i Clariana (Mataró, 1863 - Barcelona, desembre del 1929) va ser un instrumentista, compositor i professor de flauta català.

## Biografia
Va ser professor de flautí (1886) a l'Escola Municipal de Música (futur conservatori de Música de Barcelona), i el 1897 va ser-hi nomenatper ensenyar flauta i flautí. Fou primer flautí de la Banda Municipal de Barcelona i el 1897 presentà la dimissió juntament amb el seu company d'ensenyament a l'Escola, Joaquim Sadurní i Gurguí, primer fagot de la Banda, sembla que per diferències amb el nou director Antoni Nicolau, que havia substituït el mestre Rodoreda. El 1908 va ser elegit vocal del Sindicat Musical de Catalunya. Entre els seus deixebles tingué el flautista Esteve Gratacòs i Roca.
Com a compositor fou autor de força ballables (americanes, masurques, polques, Schotisch, valsos...) Es conserven partitures seves a l'arxiu municipal de Sant Feliu de Guíxols i a la Societat Musical Erato de Figueres (digitalitzades al repositori "Memòria Digital de Catalunya"). Algunes peces es van enregistrar en discos "de pedra".

## Obres
- El intérprete; Nueva España[6]
- Americanes:«La Acalia».; «Celerina».; «Dionisia».; Emilia; «Filina».; «Luisa».; «Modesta».; «Rosario».; «Rosita».; Ynés
- Dansa: Zelmira
- Fox-trot:  Amoríos.;  Petit coquet.;  Regards.; Réve d'opium
- Havanera: Consuelo (1929)
- Llancers: Los egrenses
- Masurques: La cacatua; La codorniz; «La mensagera».; «La paloma».; «La pulga».; «Tortola».
- One-step: Le cod, danse[7])
- Polques: La corrobori (1930); «Elvireta».; La griseta; Más singular; La mimosa; Silvia
- Rigodons: «Los gendarmes».
- Schotisch: «El explorador».; «El filatélico».; El filósofo; El patinador; «El pretendiente».; «El secreto».;  El sandunguero.
- Vals: Fabrilo; El pinzón; El pollo;  Près d'elle.; Vals per flautí i pano (1925)
- Valsos-jotes: El chiclanero; «El granadino».; Jarana (1929)

### Enregistraments
- Orquestra Els Escolans. [Disc].  Barcelona: Parlophon, 1933. Disc de pedra, conté el xotis El filósofo, de Joan Vila i la polca La emperatriz de Joan Escalas i Feliu
- Orquestra Els Escolans. [Disc].  Barcelona: Parlophon, 1933. Disc de pedra, conté la masurca La codorniz de Josep Vila i el xotis El escolar d'Albert Cotó i Fita («Reproducció de La codorniz».)
- Orquesta Antigua Unión Filarmónica. [Disc].  Barcelona: Compañía del Gramófono Odeón, 1941. Conté la masurca La codorniz de Josep Vila i el xotis Los chinos de Joan Escalas (reproducció)